# Miksicus fraterna
Miksicus fraterna är en skalbaggsart som beskrevs av Miksic 1964. Miksicus fraterna ingår i släktet Miksicus och familjen Cetoniidae. Inga underarter finns listade i Catalogue of Life.